# 단세포 생물
단세포 생물(單細胞生物)은 다세포 생물과 달리 단 하나의 세포로 이루어진 생물로, 모나드(monad)라고도 한다. 가장 단순한 생물은 한 개의 세포로 이루어진 생물이다. 이들은 지구 상에 나타난 최초의 생물이며, 지금도 가장 흔히 볼 수 있다.
대부분의 원핵생물이나 원생생물, 그리고 몇몇 균류가 단세포 생물이다. 이 중 일부는 군집을 이루어 살기도 하지만, 세포가 오직 하나 뿐이라는 사실은 변하지 않는다. 군집 내의 단세포 생물들은 모두 같지만, 개개 세포들은 각자 살아남기 위해 알아서 생명 활동을 해야 한다. 다세포 생물을 이루는 세포들이 각자 역할이 특성화되어, 살아남기 위해 서로 돕는 것과는 대조적이다.
단세포 생물은 대부분 미시적인 크기를 가진 미생물로 분류된다. 하지만 일부 단세포 원생생물과 박테리아는 거시적 크기를 가지고 있으며, 육안으로도 관찰할 수 있다. 그 대표적인 예는 다음과 같다.

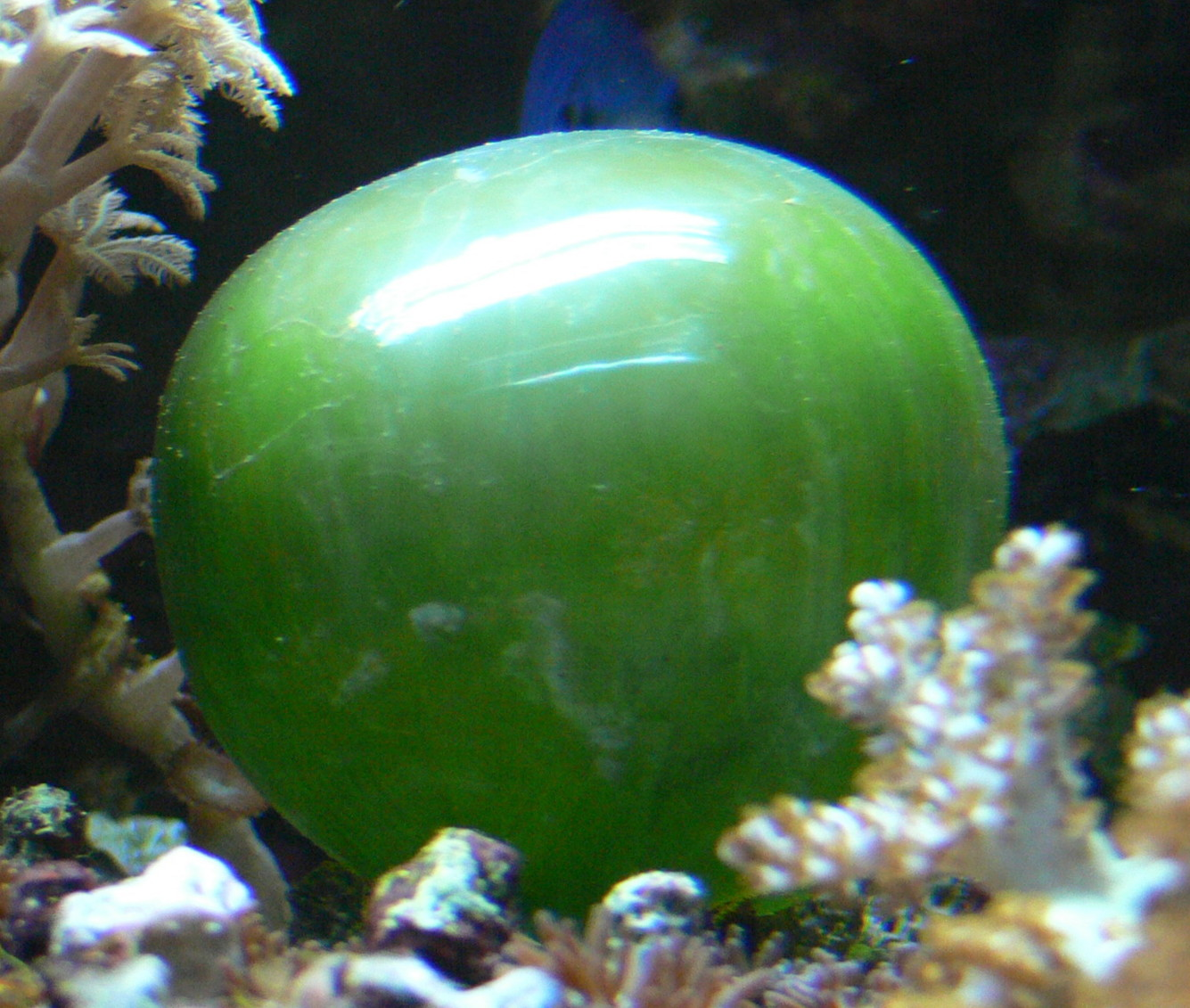
Valonia ventricosa.

- 크세노피오포어(Xenophyophore)와 시링감미나 프라길리시마(Syringammina fragilissima)는 가장 큰 단세포 생물로, 그 직경이 각기 20 cm에 이른다.[5]
- 발로니아 벤트리코사(Valonia ventricosa)라는 녹조류는 직경 1 cm ~ 4 cm까지 클 수 있다.[6][7]
- 티오마가리타 나미비엔시스(Thiomargarita namibiensis)는 가장 큰 박테리아로, 그 직경이 0.75 밀리미터에 이른다.

## 단세포 식물
지구상에 처음으로 생명체가 생겨났을 때, 그 생명체를 이루었던 것은 단백질 등이 모여서 생긴 코아세르베이트 같은 것이었다고 생각되고 있다. 그리하여, 액적(液滴) 모양의 물질 덩어리인 코아세르베이트가 외부로부터 물질을 받아들여 성장과 분열의 과정을 되풀이함으로써 자기 증식을 시작한 것으로 추측된다.
그러나 현재의 지구상에는, 생명의 기원 당시에 있었다고 생각되는 코아세르베이트와 같은 단순한 생물은 존재하고 있지 않다.
현재 지구상에 존재하는 많은 식물 가운데 바이러스 등 특수한 것을 제외하면 가장 단순한 체제를 가진 식물은 단세포 식물이다.
단세포 식물을 포함하는 세균식물과 남조식물은 유전 물질을 세포 속에 가지면서도 완전한 핵의 형태를 갖추지 못한 원시적인 식물군이다. 한편, 핵을 가진 그 밖의 식물 중에도 녹조식물이나 균류에는 단세포 식물이 존재한다. 이들 단세포 식물의 대부분은 분열법으로 증식하는데, 때로는 유성 생식에 의하여 번식하기도 한다.

### 군체
이와 같이 단세포 식물이 모여 서로 밀접히 연관됨으로써, 다세포 식물과 비슷한 체제를 이룬 것을 '군체'라고 한다. 군체에는 그것을 구성하는 개체간의 관계가 비교적 느슨한 것에서 매우 밀접한 것까지 여러 가지가 있는데, 매우 잘 통제된 군체의 한 예는 볼복스이다.
볼복스는 2개의 편모를 가진 녹조식물로서, 세포가 다수 집합하여 공 모양의 군체를 만든다. 더구나 군체를 구성하는 개체간에는 물질이 이동되며, 또 생식 세포를 만드는 부분 등의 기능적인 분화를 엿볼 수 있다.
이와 같이 볼복스의 군체는 다세포 식물과 비슷한 분화 상태를 나타내지만, 진화 과정상 종자식물에 직접 이어지는 계통의 식물이라고는 생각되지 않고 있다.

## 같이 보기
- 다세포 생물
- 생물